# منتخب يوغوسلافيا لكأس فيد
منتخب يوغوسلافيا لكأس فيد  هو ممثل يوغوسلافيا الرسمي  في كرة المضرب في كأس فيد
. تأسس في 1969.